# 료녕신문
《료녕신문》(辽宁朝鲜文报)은 중국에서 발행되는 한국어 신문으로, 1958년 창간되어 매주 화요일 발행되고 있다.